# Microrégion de Porecatu
La microrégion de Porecatu est l'une des huit microrégions qui subdivisent le Centre-Nord de l'État du Paraná au Brésil.
Elle comporte 8 municipalités qui regroupaient 81 816 habitants en 2006 pour une superficie totale de 2 369 km².

## Municipalités[1]
- Alvorada do Sul
- Bela Vista do Paraíso
- Florestópolis
- Miraselva
- Porecatu
- Prado Ferreira
- Primeiro de Maio
- Sertanópolis